# Gilbert Schaller
Pour les articles homonymes, voir Schaller.
Gilbert Schaller, né le 17 mars 1969 à Bruck an der Mur, est un ancien joueur de tennis professionnel autrichien.
Il est actuellement capitaine de l'équipe d'Autriche de Coupe Davis. Il a été no 1 du classement du meilleur pourcentage de première balle de service en 1993, 1994 (78 %, record) et 1995.

## Palmarès

### Titre en simple messieurs
| No | Date       | Nom et lieu du tournoi           | Catégorie    | Dotation  | Surface      | Finaliste    | Score    |  |
| -- | ---------- | -------------------------------- | ------------ | --------- | ------------ | ------------ | -------- |  |
| 1  | 20-03-1995 | Grand-Prix Hassan II, Casablanca | World Series | 203 000 $ | Terre (ext.) | Albert Costa | 6-4, 6-2 |  |

### Finales en simple messieurs
| No | Date       | Nom et lieu du tournoi                                   | Catégorie    | Dotation    | Surface      | Vainqueur       | Score         |  |
| -- | ---------- | -------------------------------------------------------- | ------------ | ----------- | ------------ | --------------- | ------------- |  |
| 1  | 11-09-1995 | Romanian Open, Bucarest                                  | World Series | 1 350 000 $ | Terre (ext.) | Thomas Muster   | 6-3, 6-4      |  |
| 2  | 02-10-1995 | Torneo de Tenis Comunidad de Valencia Lois Open, Valence | World Series | 203 000 $   | Terre (ext.) | Sjeng Schalken  | 6-4, 6-2      |  |
| 3  | 25-03-1996 | Grand-Prix Hassan II, Casablanca                         | World Series | 203 000 $   | Terre (ext.) | Tomás Carbonell | 7-5, 1-6, 6-2 |  |

## Résultats en Grand Chelem

### En simple
| Année | Open d'Australie | Open d'Australie | Roland-Garros | Roland-Garros    | Wimbledon | Wimbledon         | US Open  | US Open         |
| ----- | ---------------- | ---------------- | ------------- | ---------------- | --------- | ----------------- | -------- | --------------- |
| 1992  | -                | -                | 2e tour       | Carlos Costa     | -         | -                 | -        | -               |
| 1993  | 1er tour         | Guillaume Raoux  | 1er tour      | Olivier Delaitre | 1er tour  | Laurence Tieleman | -        | -               |
| 1994  | -                | -                | 1er tour      | Christian Ruud   | -         | -                 | 1er tour | Andreï Medvedev |
| 1995  | 1er tour         | Guy Forget       | 2e tour       | Scott Draper     | -         | -                 | 1er tour | Paul Haarhuis   |
| 1996  | 1er tour         | Jan Siemerink    | 2e tour       | Scott Draper     | -         | -                 | 1er tour | Sjeng Schalken  |
| 1997  | 3e tour          | Marcelo Ríos     | 1er tour      | Stéphane Simian  | -         | -                 | 1er tour | Lionel Roux     |
| 1998  | 1er tour         | Daniel Nestor    | -             | -                | -         | -                 | -        | -               |

À droite du résultat, l'ultime adversaire.